# Франк Кастаньєда
Франк Кастаньєда (ісп. Frank Castañeda, нар. 17 липня 1994, Калі) — колумбійський футболіст, нападник молдовського клубу «Шериф».
Виступав, зокрема, за клуби «Орсомарсо» та «Сениця».
Чемпіон Молдови.

## Ігрова кар'єра
У дорослому футболі дебютував 2016 року за команду «Каракас». У тому ж році продовжив кар'єру гравця в команді «Орсомарсо», в якій провів два сезони, взявши участь у 42 матчах чемпіонату. Більшість часу, проведеного у складі «Орсомарсо», був основним гравцем атакувальної ланки команди.
Своєю грою за цю команду привернув увагу представників тренерського штабу клубу «Сениця», до складу якого приєднався 2018 року. Відіграв за команду із Сениці наступний сезон своєї ігрової кар'єри. Граючи у складі «Сениці» також здебільшого виходив на поле в основному складі команди. У складі «Сениці» був одним з головних бомбардирів команди, маючи середню результативність на рівні 0,33 гола за гру першості.
До складу клубу «Шериф» приєднався 2020 року. Станом на 11 серпня 2021 року відіграв за тираспольський клуб 38 матчів у національному чемпіонаті.

## Титули і досягнення
- Чемпіон Молдови (1):

«Шериф»: 2020-2021